# Централноевропски међународни куп 1931/32.
Централноевропски међународни куп 1931/32. (енгл. 1931–32 Central European International Cup) је било друго издање Међународног фудбалског Централноевропског купа и одржано је између 22. фебруара 1931 – 28. отобра 1932. године. Играло се по систему кружног турнира између пет тимова колико их је учествовало на турниру.

## Коначан пласман и резултати
| Pos | Тим          | О | П | Н | И | ГД | ГП | ГР  | Бод. |  | Аустрија | Италија | Мађарска | Чехословачка | Швајцарска |
| --- | ------------ | - | - | - | - | -- | -- | --- | ---- |  | -------- | ------- | -------- | ------------ | ---------- |
| 1   | Аустрија     | 8 | 4 | 3 | 1 | 19 | 9  | +10 | 11   |  | —        | 2 : 1   | 0–0      | 2 : 1        | 3 : 1      |
| 2   | Италија      | 8 | 3 | 3 | 2 | 14 | 11 | +3  | 9    |  | 2 : 1    | —       | 3 : 2    | 2 : 2        | 3 : 0      |
| 3   | Мађарска     | 8 | 2 | 4 | 2 | 17 | 15 | +2  | 8    |  | 2–2      | 1 : 1   | —        | 2 : 1        | 6 : 2      |
| 4   | Чехословачка | 8 | 2 | 3 | 3 | 18 | 19 | −1  | 7    |  | 1 : 1    | 2 : 1   | 3 : 3    | —            | 7 : 3      |
| 5   | Швајцарска   | 8 | 2 | 1 | 5 | 16 | 30 | −14 | 5    |  | 1 : 8    | 1 : 1   | 3 : 1    | 5 : 1        | —          |

## Утакмице
| Италија              | 2–1      | Аустрија  |
| -------------------- | -------- | --------- |
| Меаца 34’ · Орси 52’ | Извештај | Хорват 4’ |

| Чехословачка                 | 3–3      | Мађарска           |
| ---------------------------- | -------- | ------------------ |
| Свобода 35’, 66’ · Јунек 45’ | Извештај | Авар 11’, 33’, 53’ |

| Швајцарска            | 1–1      | Италија      |
| --------------------- | -------- | ------------ |
| А. Абеглен 70’ (пен.) | Извештај | Чезарини 85’ |

| Аустрија              | 2–1      | Чехословачка |
| --------------------- | -------- | ------------ |
| Науш 37’ · Хорват 42’ | Извештај | Силни 38’    |

| Мађарска                                                      | 6–2      | Швајцарска        |
| ------------------------------------------------------------- | -------- | ----------------- |
| Авар 3’, 71’, 87’ · Сабо 35’ (пен.) · Калмар 75’ · Тенцер 76’ | Извештај | А. Абеглен 4’, 8’ |

| Аустрија | 0–0      | Мађарска |
| -------- | -------- | -------- |
|          | Извештај |          |

| Чехословачка                                           | 7–3      | Швајцарска                                |
| ------------------------------------------------------ | -------- | ----------------------------------------- |
| Бејбл 12’, 53’, 82’ · Силни 48’, 58’ · Брадач 64’, 80’ | Извештај | Фасон 5’ · Бихе 33’ (пен.) · Спрингер 35’ |

| Мађарска                   | 2–2      | Аустрија       |
| -------------------------- | -------- | -------------- |
| Сабо 42’ (пен.) · Шпиц 65’ | Извештај | Цишек 56’, 86’ |

| Италија                          | 2–2      | Чехословачка     |
| -------------------------------- | -------- | ---------------- |
| Пито 53’ · Бернардини 57’ (пен.) | Извештај | Свобода 55’, 83’ |

| Швајцарска     | 1–8      | Аустрија                                                                  |
| -------------- | -------- | ------------------------------------------------------------------------- |
| А. Абеглен 32’ | Извештај | Гшведл 10’, 63’ · Цишек 33’ · Шал 49’, 80’, 86’ · Фогл 58’ · Синделар 61’ |

| Италија                                | 3–2      | Мађарска      |
| -------------------------------------- | -------- | ------------- |
| Либонати 22’ · Орси 56’ · Чезарини 90’ | Извештај | Авар 53’, 60’ |

| Италија              | 3–0      | Швајцарска |
| -------------------- | -------- | ---------- |
| Федују 30’, 32’, 55’ | Извештај |            |

| Аустрија          | 2–1      | Италија   |
| ----------------- | -------- | --------- |
| Аинделар 56’, 58’ | Извештај | Меаца 66’ |

| Швајцарска                                              | 5–1      | Чехословачка |
| ------------------------------------------------------- | -------- | ------------ |
| А. Абеглен 17’, 41’ · М. Абеглен 28’, 48’ · Билетер 80’ | Извештај | Брадач 63’   |

| Мађарска         | 1–1      | Италија        |
| ---------------- | -------- | -------------- |
| Толди 44’ (пен.) | Извештај | Константино 4’ |

| Чехословачка | 1–1      | Аустрија    |
| ------------ | -------- | ----------- |
| Свобода 36’  | Извештај | Синделар 2’ |

| Швајцарска                                  | 3–1      | Мађарска          |
| ------------------------------------------- | -------- | ----------------- |
| фон Канел 47’ · Пасело 64’ · А. Абелген 81’ | Извештај | Вајлер 79’ (а.г.) |

| Мађарска               | 2–1      | Чехословачка |
| ---------------------- | -------- | ------------ |
| Толди 78’ · Титкош 81’ | Извештај | Пуч 73’      |

| Аустрија                 | 3–1      | Швајцарска     |
| ------------------------ | -------- | -------------- |
| Милер 14’ · Шал 54’, 67’ | Извештај | А. Абеглен 68’ |

| Чехословачка                    | 2–1      | Италија    |
| ------------------------------- | -------- | ---------- |
| Брадач 28’ (пен.) · Неједли 59’ | Извештај | Ферари 54’ |

## Победник
| Централноевропски куп 1931/32. |
| ------------------------------ |
| · Аустрија · Прва титула       |

## Статистика

### Стрелци голова
Укупно је постигнуто  84 голова у 20 утакмица, с просеком од 4.2 гола по утакмици.
8 голова
- И. Авар
- А. Абеглен

5 голова
- А. Шал
- Ф. Свобода

4 гола
- М. Синделар
- В. Брадач

3 гола
- К. Зишек
- Ф. Федуљо
- Ј. Силни
- К. Бејбл

2 гола
- Ј. Хорват
- Ф. Гшведл
- Г. Толди
- Г. Сабо
- Р. Чезарини
- Ђ. Меаца
- Р. Орси
- М. Абеглен

1 гол
- А. Фогл
- В. Науш
- Х. Милер
- М. Танцер
- И. Шпиц
- П. Титкош
- Ј. Калмар
- А. Пито
- Ф. Бернардини
- Р. Константино
- Ђ. Ферари
- Х. Либонати
- А. Бихе
- Р. Пасело
- Л. Билетер
- Х. Спрингер
- М. Фасон
- В. Канел
- А. Пуч
- О. Неједли
- Ф. Јунек

1 аутогол
- М. Вајлер (против Мађарске)